# BASTARD!! －暗黑的破坏神－
《BASTARD!! －暗黑的破壞神－》（日語：BASTARD!! －暗黒の破壊神－）是日本漫畫家萩原一至創作的日本漫畫作品。於1988年開始在集英社《週刊少年Jump》上進行連載。原型為1987年荻原獲得6週連續新銳短篇資格而在《Jump》刊登的短篇《WIZARD!!〜爆炎的征服者〜》。
在台灣出過三次中文版：東立出版社在WTO無版權前出版未授權版，最早書名翻譯《邪神劍》；大然文化出版第一次授權版，尖端出版出版第二次授權版。香港中文版由天下出版出版。下列台灣中文譯名及用語，以尖端版為準。
新作動畫化，2022年由Netflix以網路向全世界播放。

## 作品概述
主人公達克·休奈達肩負世界命運，與戰士以及魔物、強大力量的“邪神”、天使與惡魔等展開奮戰的戰鬥故事。這是一部朝向黑暗奇幻風格的奇幻漫畫。截至2020年9月，累計發行量已超過3000萬冊。
故事是以魔法師達克·修奈達和大神官的女兒迪亞·諾特·陽子為中心，在劍與魔法存在的世界中，有著強烈的英雄奇幻元素。然而，隨著故事的展開，SF元素（科學奇幻的描寫）變得明顯重要，雖然從一開始的戰鬥路線還在繼續，但從天使和惡魔出現開始卻發展成為一個涉及啟示錄的宏偉故事......
出現的咒語、角色、國家和副標題等許多名稱都是基於硬式搖滾/重金屬的樂團名稱/成員人物、專輯封面和標題為主題。除了以致敬為基礎的奇幻RPG（桌遊/電腦遊戲）外，隨處可見對漫畫、動畫、特攝、電玩遊戲等作品的諧仿。插科打諢搞笑的描寫也很多，性描寫方面也有很多過激的場面。

## 劇情簡介
序章
混沌的魔法時代，沒有秩序和權威，只有血腥的殺戮。星羅棋佈的小國散落在大地上，人類正處於未開化的蠻荒時代。但是傳說在四百年前曾經有一個輝煌的舊世界文明，他們掌握着不同於元素魔法的舊世界魔法，但卻在四百年前被一個叫安拉沙斯克斯的破壞神毀滅了。破壞神在七天之內，完全消滅了當時的文明世界，但是卻沒能毀滅人類。一個被稱為「龍戰士路西法」的救世主降臨，擊敗了破壞神。在安拉沙斯克斯的身上施加了四個封印，使其意志與身體分離。龍戰士離去時曾留下預言，說有一天當破壞神蘇醒時，流著路西法血的人將成為新的龍戰士，再次封印邪神。
四百年過去了，人們在廢墟上建立起新的文明，破壞神的身體沉睡在擁有最強兵力的王國久達斯王城下，其餘的三個封印分別存放在另外三家古老的王國中。後來，出現了一個邪惡的魔法師達克·修奈達（DS），他擁有極大的魔力和可怕的野心，掌握著各種古代語魔術，能夠同時操縱幾千個魔操兵。邁卡里特王國第一王子拉茲率領十位勇士向這位魔人發起挑戰。最後拉茲化身為了傳說中的無敵機神龍戰士打敗了DS，世界恢復了和平。人們對外宣稱殺死了魔人DS，但其實魔人的靈魂被封印在一個新生嬰兒的體內。拉茲王子從此行蹤不明，那個孩子也被十勇士之一的大神官秘密帶回了邁卡里特王國撫養，一晃就是十五年。
黑夜的叛逆軍團篇
趁著大神官隨騎士團遠征的機會，魔術師奧斯堡帶領亞人類打進了邁卡里特王城，兩個孩子在慌亂的人群中輾轉：一個是大神官十五歲的女兒洋子，另一個是從小與她一起長大的魯吉。洋子想起父親曾經說過在魯吉的體內封印著一個邪惡的魔法使者，只有用純潔的處女之吻才能解開這個封印。眼看城內已成一片火海，洋子顧不得許多，吻了魯吉。魯吉一下子長高，兇惡的魔人DS復活了！他很輕鬆的收拾了入侵的亞人類軍團，狂妄地宣稱要找大神官他們報仇，繼續自己十五年前的事業。結果卻在強吻洋子的時候重新被還原成魯吉，原來封印的咒語也是處女之吻。
與DS同體的魯吉是個性格靦腆的小男孩，他和洋子一直是青梅竹馬。洋子起先非常討厭這個放蕩邪惡的DS，但逐漸的也對他產生了一點好感，三人之間保持著奇特而微妙的關係。DS復活的消息不徑而走，讓四天王不明白的是：為何邪惡的DS會幫助人類作戰？他們和大神官一樣有了疑問：經過十五年的沉睡之後，眼前這個DS在某些地方與當年不一樣了，他似乎變得善良和有人情味了。以前那個冷酷自私的魔法使者也會為別人做出犧牲，這種事情在他們看來是無法想像的。更為重要的是，DS的力量比以前要強大的多，而且似乎冥冥中總有另外的人在幫助他化險為夷。而且還有一條奇怪的小飛龍好像和DS相熟的樣子，牠的名字和當年的龍戰士一樣叫「拉茲」。通過戰鬥卡拉和奈麗重新成為了DS的戰友，阿比傑魯則發動傳說中的三魔導器殖裝，誓要搶奪藏在希拉公主體內的最後一個封印。DS擊敗了阿比傑魯，眾人一起消失在魔導器的大爆炸之中。
地獄之安魂曲篇
兩年以後，四天王中唯一倖存的卡魯斯已經征服了各大王國，定都久達斯。他手下的十二魔戰將軍率領著昔日的第一軍團四處鎮壓叛亂。以原伊安梅迪王國侍衛團為核心，一支反對卡魯斯的義軍正在不斷壯大，而其中也有洋子和魯吉的身影。當年的大爆炸中DS用自己的力量將洋子救出，自己卻身受重傷。兩年來他一直都沒有再出現，在魯吉的身體裏沉睡。
魔戰將軍的來襲使DS重新覺醒，他與卡魯斯的衝突也更加激烈。此時的卡魯斯身心已完全被破壞神控制，正在不遺餘力的尋找著在兩年前大爆炸中失蹤的最後一個封印——希拉公主。最終，黑暗力量的狂潮將希拉的身體撕裂，最後一個封印也被解開了。伴隨著巨大的轟鳴，遠在大陸另一端的久達斯王城很快土崩瓦解，透過熊熊火光和煙幕，人們看到的是破壞神安拉沙斯克斯猙獰的面容。安拉沙斯克斯復活了，為世界帶來了一個沉睡了四百年的噩夢：緊緊跟隨著母體，數以百萬計的邪神向人類發起了全面的攻擊。村莊和城市在住民的哭嚎聲中被碾成齏粉，在山一樣堆砌的屍堆上最後幾個爬行的倖存者也被異形捉住撕成紅色的肉條。無論男女老幼還是貴賤尊卑，只要是兩隻腳行走的人類就無法逃脫被虐殺的命運……
罪與罰篇
違背道德的法規篇
違背道德的法規篇最終節
魔力之刻印篇

### 其他介紹
贄篇

## 傳說三大魔道具
以魔王、惡魔、妖魔為名的禁忌魔道具
惡魔鎧甲
由活屍靈戚穿著
妖魔釘錘
由獨眼巨人使用
魔王戒指
由不死族厲祈使用

## 魔劍
火炎劍
火焰魔人依弗利特寄生的火焰魔劍
雷神劍
雷獸鵺寄生的雷之劍
冰之刀
卡爾斯的佩刀

## 世界觀
400年前由人類創造出的終極自主思維型生體機動兵器“破壞神安斯拉薩克斯”所引起的大破壞造成文明曾經1度滅亡。此時，科學文明徹底消失，甚至地形變化，生態系統也發生了翻天覆地的變化。據說造成數十億人類在這次事件中喪生。安斯拉薩克斯被其後突然出現的“龍戰士”打敗，被封印在地底深處。
科學文明已經崩壞的現在，已經成為等同中世紀歐洲的文化水準，而本作則是以洋子的出生地梅塔-利卡納王國所在的“中央大陸梅塔利翁”為主要舞台展開。雖然為了在怪物四處遊蕩的世界中生存，人類變得開始可以使用魔法，但只有少數人可以運用。本作的主人公D・S是其中位於最強位置的“魔法師”。因大破壞而失傳的“科學”技術，被稱為舊世界的魔法，雖然部分被流傳著，但不在實用範圍內。取而代之還有由精靈(Elf)之手製造的魔法物品存在等等的新文化。此外，根據刀劍，有身為優秀鍛造師的矮人，也有人類工藝大師鍛造的存在。
鎮外成為怪物到處遊蕩的危險區域，有半獸人、大哥布林、活屍等怪物棲息，其中一些如牛頭怪和飛龍被強大的戰士或魔法師飼養馴服，像是D・S在“魔操兵大戰”中使用的魔像(Golem)般的人造存在，個體數量稀少但擁有足以對抗神祇力量的龍和遠古巨人（Ancient Giants）也實際存在。其中很多都不是普通人類可以抗衡的，是個人們時時刻刻受到威脅的世界。君主統治體制的各個國家有著由騎士、武士魔法師組成的軍隊，但無助的平民也面臨著這些國家戰爭和暴政的災難。

## 登場人物

### 主要登場人物
- 達克·休奈達（OVA配音：矢尾一樹；網路動畫配音：谷山紀章）

簡稱「D·S」、「達休」。個性極端自戀、好色、殘暴，以征服世界、享盡天下美女為終極目標，戰鬥時對敵人毫不手軟。絕招「爆靈地獄」可讓敵人瞬間全身爆裂、血肉模糊、骨肉分離，甚至死得只剩一堆白骨。
達克·休奈達被大神官吉歐·諾特·索特長期封印於路歇·連連體內。解除封印的方法是：一個處女（例如陽子或希拉）以口對口方式吻他，同時唸咒語「封印啊，快退下！」，即可解除封印、喚醒達克·休奈達。
由於被長期封印於路歇體內，達克·休奈達的性格稍微受到路歇的影響。陽子首次解除封印以後，達克·休奈達就可以在路歇睡著以後操縱路歇的身體，自行解除封印。
- 迪亞·諾特·陽子（OVA配音：小山裕香；廣播劇CD第4卷配音：白鳥由里；網路動畫配音：楠木燈）

大神官吉歐·諾特·索特的女兒，簡稱「陽子」，撫養路歇·連連，與路歇情同姊弟般一起長大。
- 路歇·連連（OVA配音：淵崎有里子；網路動畫配音：伊藤加奈惠）

陽子撫養的15歲少年，簡稱「路歇」，與陽子情同姊弟般一起長大，個性懦弱，興趣是洗衣服，體內封印著達克·休奈達。真身是前十二翼大天使长路西法。（见漫画19卷以后）

### 四天王
- 卡爾·斯（OVA配音：關俊彥；廣播劇CD第1至3卷配音：堀川亮；廣播劇CD第4卷配音：三木真一郎；網路動畫配音：小野賢章）

簡稱「卡爾」，精通冰系魔法。無處可去時被達克·休奈達收留，之後成為四天王之一。十二魔戰將軍的首領。
- 安雪絲·奈伊（OVA配音：佐久間玲；廣播劇CD第1至3卷配音：小山茉美；網路動畫配音：日笠陽子）

黑暗妖精與人類的混血兒，四天王唯一的女性。自小被妖精族拋棄後被達克·休奈達收為養女，稱號是「雷帝」。暱稱達克·休奈達「達休」，既是他的女兒，又是他的情人。只有達克·休奈達才能直呼她「安雪」。
- 葛拉（OVA配音：玄田哲章；網路動畫配音：安元洋貴）

本是敵國派去刺殺魔法師的忍者軍團團長，後被達克·休奈達收服成為四天王之一。
- 亞比該（OVA配音：大友龍三郎；網路動畫配音：杉田智和）

曾是十賢者之一，被稱為「冥界預言者」的黑暗僧侶。在達克·修奈達被封印的期間，他策動了其他三位天王尋求讓古代破壞神安拉沙斯克斯復活的方法，後被達克·修奈達打敗。

### 鬼道三人眾
- 辛恩·哈利（OVA配音：山崎和佳奈；網路動畫配音：小澤亞李）

曾成功色誘達克·休奈達到床上，並在他背後貼上符咒，以為成功消滅他，但被消滅的其實是他的分身；被他壓制在床上以後，經過一番床戰，被他收服。
- 凱·哈恩（OVA配音：小林優子；網路動畫配音：伊藤靜）

在辛恩·哈利被達克·修奈達收服後，與達克·修奈達槓上，但同樣被達克·修奈達收服。
- 戴·阿蒙（OVA配音：千葉繁；網路動畫配音：子安武人）

鬼道三人眾唯一的男性，吸血鬼真祖，後被達克·修奈達用計以陽光打敗。

### 十二魔戰將軍
- 英格威·馮哈利·馬爾姆斯汀（網路動畫配音：諏訪部順一）

十二魔戰將軍的隊長，擁有常人無法想像的驚人速度，被稱作「光速之劍」。
- 麥卡派恩·托尼·史特勞斯（網路動畫配音：福山潤）

擅長操縱由特殊鋼製成的鋼絲，可以切斷任何東西。
- 巴・索利（網路動畫配音：広田みのる）

體內飼養數億隻昆蟲的控蟲者。
- 榭拉·伊李（網路動畫配音：瀬戸麻沙美）

十二魔戰將軍中唯一的女性，隱瞞了自己是女人的事實。能夠用歌聲迷惑他人的吟遊詩人。
- 波魯·基爾·波魯（網路動畫配音：藤原貴弘）

操影者，攜帶毒劍作為武器。
- 賽克斯·馮·斯諾懷特（網路動畫配音：田丸篤志）

使用細劍，招式為「次元斬」。
- 布拉德·基爾斯（網路動畫配音：田所陽向）

身材高大，披著厚重的鎧甲，揮舞著巨大的戟。
- 基翁·索爾·范德沃格（網路動畫配音：遊佐浩二）

武士軍團歇恩的兄長，使用魔劍「噬魂者」。
- 札克·瓦爾德（網路動畫配音：山口智廣）

主要以空手作戰，擁有一對被稱為「音速劍」的匕首，是十二魔將中最年輕的一個。
- 蘭德·霍茲·舒泰因·紐博滕（網路動畫配音：平川大輔）

鬼道三人眾辛恩哈利的兄長，是十二魔戰將軍中唯一一位攜帶盾牌的人，主要武器是火鞭。
- 艾達·迪斯納（網路動畫配音：中野泰佑）

使用兩顆水晶球召喚魔界生物的召喚師，武器是一把鐵扇。
- 羅斯·扎博斯·弗里德里希（網路動畫配音：駒田航）

出身貴族家庭，使用魔劍「重力劍」。

### 武士軍團
- 約書亞·貝拉希亞（網路動畫配音：寺島拓篤）

出身於名門武士世家，年紀輕輕就獲得了武士大師的稱號，必殺技是「蝶舞阿修羅斬」。對凱·哈恩很在意。
- 瓦伊·斯塔貝（網路動畫配音：坂泰斗）

武士軍團最年輕的武士，擅長結界魔法。暗戀著洋子，並對達克·休奈達有著強烈的競爭意識。
- 歇恩·卡爾（網路動畫配音：木島隆一）

武士軍團的No.2，使用妖刀「黒夜叉」，必殺技是「不動冥王劍」。立誓為妻子報仇。
- 約爾格·菲雪絲（網路動畫配音：笠間淳）

有著棕色皮膚的武士百夫長，是約書亞最好的朋友。
- 安格斯 網路動畫配音：杉田智和）

身材高大，極度沉默寡言，真身為四天王亞比該。
- 哈米特（網路動畫配音：左座翔丸）

帶著眼鏡，作為幕僚制定著戰術。
- 莫希（網路動畫配音：藤原聖侑）

留著莫霍克髮型的武士。

### 五英雄
- 拉茲·烏魯·梅塔·利卡那（OVA配音：菊池正美；廣播劇CD第3卷配音：草尾毅；網絡動畫配音：松岡禎丞）

梅塔·利卡那王國的第一王子，魔操兵戰爭五英雄之一。初登場時只是一隻小翼龍，主要吐槽達克·休奈達；後隨劇情發展，變回原貌。
- 吉歐·諾特·索特（OVA配音：田中信夫；廣播劇CD第2至3卷配音：岡部政明；網絡動畫配音：いずみ尚）

梅塔·利卡那王國大神官，陽子的父親，魔操兵戰爭五英雄之一。
- 尼爾斯‧蕭恩‧三船(廣播劇CD配音：土師孝也；網絡動畫配音：速水奨)

武士軍團首領。「三船」是武士大師的稱號。
- 席琳·風暴(廣播劇CD配音：横山智佐)

她被稱為「邊疆的黑魔女」而令人畏懼。魔操兵戰爭之後與五英雄之一的吉歐結婚，並生下一名女兒（陽子），但不久後就去世了。
- 丹娜·梅尼克蒂(廣播劇CD配音：三石琴乃)

女海賊兼馴獸師。可以與海蛇、海妖等海怪溝通。她愛著拉茲，魔操兵戰爭之後下落、生死不明。

### 梅塔·利卡那王國
王家
- 國王（OVA配音：八奈見乘兒）

梅塔·利卡那王國國王。
- 希拉·梅塔·利卡那（OVA配音：吉田古奈美；網路動畫配音：東山奈央）

梅塔·利卡那王國第二公主（第一公主已逝世），拉茲·烏魯·梅塔·利卡那的妹妹。
- 老婆婆（OVA配音：巴菁子）

梅塔·利卡那王家魔法師，與吉歐·諾特·索特共同將達克·休奈達封印於路歇·連連體內。
臣下
- 三大臣（OVA配音：梅津秀行、梁田清之、櫻井敏治）

梅塔·利卡那王國的3個大臣，膽小怕事，唯一的作用是被嚇得鬼哭神號。

### 十賢者
- 亞比該

參見四天王

### 神界
上三級─神聖的階級
- 四大熾天使

米迦勒
四大六翼天使之一。控制“火”元素。Lv約40萬。有著褐色肌膚的美麗女子。擁有炎之神劍雷瓦汀。她是大天使，擁有六翼天使中最強的力量，崇拜前大天使路西法。
烏列
四大六翼天使之一。控制“土”元素。Lv約20萬。外表威嚴的男子，富有正義感，做事認真。擁有神槍岡格尼爾。
加百列
四大六翼天使之一。控制“水”元素。Lv約30萬。外貌年輕的短髮女子，個性像小孩子。擁有雷霆之鎚妙爾尼爾。
拉斐爾
四大六翼天使之一。控制“風”元素。Lv約20萬。外貌留著長髮的男子，性格溫柔、聰明。
- 智天使
- 座天使

中三級─子的階級
- 主天使
- 力天使

安姆拉愛爾
烏列的妹妹，簡稱「安姆」。
- 能天使

下三級─聖靈的階級
- 權天使
- 大天使
- 天使

### 惡魔界
- 撒旦

統領萬魔的魔王，原本與天界的大天使路西法是同一個人。
七大惡魔王
- 阿絲塔羅娣

女性。有兩種外貌：性感的女人和小女孩。喜歡小東西。
- 阿司莫德

男性。個性沉默寡言，幾乎不說話。
- 巴力

有著龐大肥碩的體型。
- 碧雷特

女性。個性相當開朗。
- 培蒙

女性。性格孩子氣。喜歡莉莉絲。
- 彼勒

男性。在七大惡魔王中排名第二，僅次於別西卜。性格暴躁，常扮演「吐槽」的角色。
- 別西卜

男性。七大惡魔王的首領，地獄的宰相。用計引誘烏列墮落成墮天使。
魔神
- 波璐諾・迪安諾

惡魔大元帥。是一位有著性感身材的惡魔，被D.S.稱為「巨乳大元帥」。
- 崑崙

子爵級堕天使，Lv.13000。自稱地獄的紳士。

### 其他
- 莉莉絲

被囚禁於惡魔界的少女，貌似陽子，前世記憶被消除。

## 出版書籍
單行本
| 卷數 | 集英社         | 集英社             | 尖端出版社     | 尖端出版社           |
| 卷數 | 發售日期       | ISBN               | 發售日期       | EAN                  |
| ---- | -------------- | ------------------ | -------------- | -------------------- |
| 1    | 1988年8月10日  | ISBN 4-08-871063-0 | 2004年7月13日  | EAN 471-0614-36795-1 |
| 2    | 1988年11月10日 | ISBN 4-08-871064-9 | 2004年7月20日  | EAN 471-0614-36796-4 |
| 3    | 1989年1月10日  | ISBN 4-08-871065-7 | 2004年7月25日  | EAN 471-0614-36797-2 |
| 4    | 1989年3月10日  | ISBN 4-08-871066-5 | 2004年8月6日   | EAN 471-0614-36978-9 |
| 5    | 1989年5月10日  | ISBN 4-08-871067-3 | 2004年8月15日  | EAN 471-0614-36979-7 |
| 6    | 1989年9月8日   | ISBN 4-08-871068-1 | 2004年8月24日  | EAN 471-0614-36980-0 |
| 7    | 1989年11月10日 | ISBN 4-08-871069-X | 2004年9月17日  | EAN 471-0614-37042-6 |
| 8    | 1990年6月8日   | ISBN 4-08-871070-3 | 2004年10月5日  | EAN 471-0614-37043-4 |
| 9    | 1990年11月9日  | ISBN 4-08-871831-3 | 2004年10月7日  | EAN 471-0614-37044-2 |
| 10   | 1991年7月10日  | ISBN 4-08-871832-1 | 2004年11月5日  | EAN 471-0614-37064-7 |
| 11   | 1992年2月10日  | ISBN 4-08-871833-X | 2004年11月25日 | EAN 471-0614-37065-5 |
| 12   | 1992年7月3日   | ISBN 4-08-871834-8 | 2004年11月26日 | EAN 471-0614-37066-3 |
| 13   | 1993年3月4日   | ISBN 4-08-871835-6 | 2004年12月6日  | EAN 471-0614-37308-5 |
| 14   | 1993年10月4日  | ISBN 4-08-871836-4 | 2005年1月12日  | EAN 471-0614-37309-3 |
| 15   | 1994年6月3日   | ISBN 4-08-871837-2 | 2005年2月1日   | EAN 471-0614-37310-7 |
| 16   | 1995年3月3日   | ISBN 4-08-871838-0 | 2005年2月5日   | EAN 471-0614-37364-6 |
| 17   | 1996年5月10日  | ISBN 4-08-872241-8 | 2005年3月18日  | EAN 471-0614-37365-4 |
| 18   | 1996年11月1日  | ISBN 4-08-872242-6 | 2005年3月20日  | EAN 471-0614-37366-2 |
| 19   | 1998年3月4日   | ISBN 4-08-872243-4 | 2005年3月24日  | EAN 471-0614-37393-X |
| 20   | 1998年12月3日  | ISBN 4-08-872651-0 | 2005年4月15日  | EAN 471-0614-37394-8 |
| 21   | 1999年9月3日   | ISBN 4-08-872759-2 | 2005年4月26日  | EAN 471-0614-37395-6 |
| 22   | 2001年6月4日   | ISBN 4-08-873131-X | 2005年5月21日  | EAN 471-0614-37498-7 |
| 23   | 2004年4月30日  | ISBN 4-08-873563-3 | 2005年6月3日   | EAN 471-0614-37499-5 |
| 24   | 2006年7月4日   | ISBN 4-08-873877-2 | 2007年1月29日  | EAN 471-7702-20888-0 |
| 25   | 2008年4月4日   | ISBN 4-08-874492-6 | 2009年3月5日   | EAN 471-7702-22421-5 |
| 26   | 2009年6月4日   | ISBN 4-08-874672-4 | 2010年3月16日  | EAN 471-7702-22928-4 |
| 27   | 2012年3月19日  | ISBN 4-08-870171-2 | 2013年6月13日  | EAN 471-7702-25458-2 |

完全版
| 卷數 | 集英社         | 集英社                 | 立體封面畫者 |
| 卷數 | 發售日期       | ISBN                   | 立體封面畫者 |
| ---- | -------------- | ---------------------- | ------------ |
| 1    | 2000年12月22日 | ISBN 4-08-782661-9     | 韮澤靖       |
| 2    | 2003年5月20日  | ISBN 4-08-782670-8     | 谷口順一     |
| 3    | 2005年8月19日  | ISBN 4-08-782097-1     | 韮澤靖       |
| 4    | 2007年6月20日  | ISBN 978-4-08-782157-4 | Matic-log    |
| 5    | 2007年12月20日 | ISBN 978-4-08-782164-2 |              |
| 6    | 2008年6月19日  | ISBN 978-4-08-782175-8 | 毒島孝牧     |
| 7    | 2008年12月19日 | ISBN 978-4-08-782191-8 | 赤尾慎也     |
| 8    | 2009年6月19日  | ISBN 978-4-08-782238-0 | 寺田克也     |
| 9    | 2009年12月18日 | ISBN 978-4-08-782260-1 | 林凱恩       |

文庫版
| 卷數 | 集英社        | 集英社                 |
| 卷數 | 發售日期      | ISBN                   |
| ---- | ------------- | ---------------------- |
| 1    | 2014年5月16日 | ISBN 978-4-08-619493-8 |
| 2    | 2014年5月16日 | ISBN 978-4-08-619494-5 |
| 3    | 2014年6月18日 | ISBN 978-4-08-619495-2 |
| 4    | 2014年6月18日 | ISBN 978-4-08-619496-9 |
| 5    | 2014年7月18日 | ISBN 978-4-08-619497-6 |
| 6    | 2014年7月18日 | ISBN 978-4-08-619498-3 |
| 7    | 2014年8月19日 | ISBN 978-4-08-619499-0 |
| 8    | 2014年8月19日 | ISBN 978-4-08-619500-3 |
| 9    | 2014年9月18日 | ISBN 978-4-08-619501-0 |

## 改編作品

### OVA
1992年至1993年，全6卷。1999年、全話收錄的DVD-BOX發售。

#### 製作人員
- 原作 - 萩原一至
- 導演 - 秋山勝仁
- 人物設定 - 北爪宏幸
- 概念設計 - 幡池裕行
- 美術監督 - 池田繁美
- 色彩設定 - 中山久美子
- 攝影監督 - 小西一廣
- 音樂 - 田中公平
- 音響監督 - 岩浪美和
- 音效製作人 - 中野徹
- 製作人 - 三浦亨、大德哲雄
- 動畫製作 - AIC
- 製作 - 集英社

#### 主題曲
片尾曲「黑白煩惱」（モノクロームトラブル）
作詞：米倉利徳、真間稜 / 作曲・編曲：関根安里 / 主唱：米倉利紀

#### 劇集列表
| 集數 | 標題              | 分鏡               | 演出     | 作畫監督                     | 劇本   |
| --- | ----------------- | ------------------ | -------- | ---------------------------- | ------ |
| 1 | 爆炎魔術師        | 秋山勝仁、吉田徹   | 吉田徹   | 谷口守泰、木村貴宏           | 山口宏 |
| 四天王試圖解開四道封印，讓破壞神安斯拉沙古斯再度降臨於世，而且他們已經解開其中一道。巫師凱比達布率領軍隊和九頭蛇攻擊梅塔利卡王國。在城堡內避難時，大神官吉歐向女兒陽子解釋，邪惡魔法師達克·休奈達自十五年前戰敗後，其靈魂就被封印在養子魯協體內，只要透過處女之吻就能解開封印。為了拯救眾人，陽子吻了魯協並讓他變成達克·休奈達，不料達克·休奈達沒打算幫忙，還攻擊吉歐以報復十五年前之仇。在凱比達布的大軍殺入城堡時，陽子受到牽連，讓達克·休奈達怒火中燒，輕鬆結果凱比達布的大軍並繼續攻擊吉歐，陽子哭著要達克·休奈達住手。為了安撫陽子，達克·休奈達表達自己的愛並主動親吻她，而此舉也讓他變回魯協，魯協對方才的經過一無所知。四天王之中的葛拉注意到達克·休奈達回到世上的氣息。                                                                   |                   |                    |          |                              |        |
| 2 | 火炎魔神伊弗利特  | 井出安軌           | 井出安軌 | 奧田淳、阿部邦博             | 山口宏 |
| 葛拉潛入城堡綁架陽子，達克·休奈達趁著魯協睡著時占據其身體並試圖干預，但葛拉仍成功帶走陽子。由於只有達克·休奈達知道葛拉的城堡位置，身為處女的梅塔利卡王國公主希拉親吻了魯協，喚醒了殺死自己哥哥的兇手達克·休奈達。達克·休奈達、希拉公主率領她的士兵們執行救援任務，途中達克·休奈達嫌希拉身穿盔甲會拖慢速度，她便身穿輕薄衣物前行。葛拉在拷問陽子時透露達克·休奈達已經四百歲，有過三百名以上的女性，並嘲笑陽子一點也不特別。葛拉放出史萊姆吃掉陽子的衣服。在士兵們分散守衛的注意時，達克·休奈達扛著希拉前進，希拉碰到一把被詛咒的劍，害達克·休奈達被帶毒的劍刃砍傷，希拉用口吸出毒液後，劍變成火炎魔神伊弗利特並攻擊他們，葛拉本來以為伊弗利特之火能傷到達克·休奈達，但達克·休奈達的火法術如太陽般熾熱，將伊弗利特擊敗後，達克·休奈達收下了這把劍。 |                   |                    |          |                              |        |
| 3 | 忍者首領葛拉      | 越智博之           | 越智博之 | 越智博之、橋本敬史           | 山口宏 |
| 多虧禮子的人脈，小熊從將被拆除的機車上獲得機車後箱，還有位老師送她用不到的前籃。小熊發現騎車時速超過35公里時，風吹得她睜不開眼，便向禮子求助。她們覺得全罩式安全帽太貴，小熊在整修圖書館的工人頭上發現護目鏡，便到附近五金行買護目鏡。次日早晨，禮子注意到小熊臉上的笑，並表示自己在第一次戴全罩安全帽時也露出同樣的笑。 |                   |                    |          |                              |        |
| 4 | 不死之王迪阿蒙    | 藤原洋英、中山嶽洋 | 藤原洋英 | 中山嶽洋、西井正典           | 山口宏 |
| 在葛拉的寵物龍陪伴下，達克·休奈達離開梅塔利卡王國，陽子和一隊女騎士追隨在後，而那頭寵物龍其實是十五年前與達克·休奈達互搏的拉茲王子的轉世。四天王奈伊回想起達克·休奈達收養年幼的自己，之後成為自己戀人的經歷，她率領部隊攻向梅塔利卡王國，王國的部隊難以抗衡。陽子的隨從遭到狼人襲擊，陽子在被追逐時摔下懸崖並遇到魯協。擁有狼人血統的吸血鬼迪阿蒙逮住他們，並將他們囚入監牢中。迪阿蒙吸取隨從們的血，在陽子生命受到威脅時，憤怒的達克·休奈達現身並毀壞牆壁，讓陽光制伏迪阿蒙，迪阿蒙化身蝙蝠逃過一劫，但達克·休奈達對它下咒，要它服從自己，否則會變成蟾蜍。吉歐請示預言家，並在水晶球中看到達克·休奈達的心臟被挖出的景象。達克·休奈達返回梅塔利卡王國並摧毀奈伊的部隊。                                                                           |                   |                    |          |                              |        |
| 5 | 雷帝安雪絲·奈伊   | 大張正己           | 大張正己 | 恩田尚之、越智博之、阿部邦博 | 山口宏 |
| 達克·休奈達救出希拉和陽子，奈伊見到達克·休奈達與其他女人在一起後心生忌妒，便封住他的魔法，但是伊弗利特化身火炎劍，破除了奈伊的閃電劍。達克·休奈達試圖證明自己對奈伊的愛，但奈伊並不視他為父親，在奈伊攻擊陽子時，達克·休奈達注意到她身上的詛咒，並意識到她是被迫攻擊的。達克·休奈達犧牲自己，掏出自己的心臟並破除詛咒，當達克·休奈達倒下時，眾人都悲痛不已。 |                   |                    |          |                              |        |
| 6 | 復活的達克·休奈達 | 吉田徹             | 吉田徹   | 木村貴宏                     | 山口宏 |
| 達克·休奈達被安葬在教堂中，四天王亞比該和卡爾征服其他王國並解開兩個封印，並朝最後封印所在之處梅塔利卡王國進攻。預言家透露最後的封印位於希拉體內，如果王國淪陷，吉歐便要殺死希拉以防封印被破除。奈伊和葛拉繼承了達克·休奈達的遺志，加入戰場對抗亞比該召喚的獨眼巨人，但卻陷入苦戰。達克·休奈達的心臟再生，在陽子打了他一巴掌後，他才終於復活過來，並加入戰鬥迅速消滅巨人和亞比該。達克·休奈達贏得勝利，破壞神安斯拉沙古斯仍然被封印，卡爾發誓將來要報仇。 |                   |                    |          |                              |        |

### 小說
插畫皆由萩原一至負責。
- （作：岸間信明）

1993年3月26日發售、ISBN 4-08-703001-6
2001年7月25日發售、ISBN 4-08-630042-7
- （作：岸間信明）

1993年8月4日發售、ISBN 4-08-703012-1
2001年8月21日發售、ISBN 4-08-630043-5
- （作：ベニー松山）

2001年9月21日發售、ISBN 4-08-630048-6
2004年8月25日發售、ISBN 4-08-630154-7
- （作：古橋秀之）

2012年3月19日發售、ISBN 978-4-08-703238-3
2014年10月17日發售、ISBN 978-4-08-619540-9

### 其他書籍
設定資料集
- 《暗黑破壞神設定資料集》（Bastard!! Data Book）

2004年4月30日發售、ISBN 4-08-873703-2（集英社）
官方十八禁同人誌
萩原一至的同人組織「Studio Loud in School」發行的3本官方十八禁同人誌：
1. 《凱·哈恩大解毒》（カイ・ハーン大解毒）：2002年9月1日第1刷發行，主角是達克·休奈達與凱·哈恩。
2. 《希拉公主舔舔治療》（シーラ姫おしゃぶり治療）：2005年2月1日第1刷發行，主角是達克·休奈達與希拉·梅塔·利卡那。
3. 《桑- 三倍舔舔治療（暫定）》（桑－トリプルおしゃぶり治療（仮））：2017年11月27日第1刷發行，主角是達克·休奈達與希拉·梅塔·利卡那、凱·哈恩、辛恩·哈利。

### 網路動畫
改編網路動畫的消息於2022年2月3日釋出，第一季共24集。前13集於2022年6月30日在Netflix上發布，後11集在同年9月15日發布。第二季的消息於2023年1月9日公布，共15集，定於2023年7月31日在Netflix上播出。

#### 劇集列表
| 集數 | 標題          | 作畫監督 | 編劇     | 分鏡               | 演出       | 首播日期      |
| --- | ------------- | --- | -------- | ------------------ | ---------- | ------------- |
| 1 | 登場 （）     | 小菅和久、渡邊浩二、池田志乃、冨澤和雄、前原薫、吉岡勝、星野真澄                                                                             | 黒田洋介 | 尾崎隆晴           | 尾崎隆晴   | 2022年6月30日 |
| 梅卡利塔那王國遭到黑暗反叛軍團侵略，兵敗如山倒的王國軍不得不求助被封印的邪惡魔法師達克·休奈達。命在旦夕之際，神官吉歐的女兒陽子害羞地親吻與自己情同姐弟的神官養子路歇，以她具有魔法的處女之吻喚醒路歇體內的達克·休奈達。達克·休奈達無視公主希拉的請求，但他還是出於對陽子的關心，以爆靈地獄輕鬆毀滅軍團，之後便離開王國。陽子追上他後，達克·休奈達表示自己準備向吉歐報仇，接著支配世界，但他會放過陽子一人。陽子感到臉紅心跳，達克·休奈達主動吻了陽子，不料卻因此變回路歇。 |               | |          |                    |            |               |
| 2 | 肆虐 （）     | 志賀道憲、冨澤和雄 | 黒田洋介 | 吉田泰三           | 松川朋弘   | 2022年6月30日 |
| 四天王企圖復活破壞神安斯拉薩克斯，他們聽聞黑暗反叛軍團遭到爆靈地獄消滅的訊息，對這項已經消失十五年的法術大感驚異，便派巫師凱比達布率領九頭蛇攻擊梅塔利卡王國。在國王請託下，陽子再次吻了路歇，讓達克·休奈達復活。達克·休奈達隨即操控魔像找吉歐算帳，並瞬間殺死介入兩人戰鬥的凱比達布和九頭蛇。陽子試圖阻止達克·休奈達，達克·休奈達為了證明自己和路歇是一體兩面，便主動吻了陽子並變回路歇。                                                                                  |               | |          |                    |            |               |
| 3 | 誘拐 （）     | 山口光紀、小川一郎、岡田正和 | 倉田英之 | 尾崎隆晴           | 徐恵眞     | 2022年6月30日 |
| 四天王葛拉斷定達克·休奈達已經復活，謀劃進攻梅卡利塔那王國，而王國亦積極備戰，然而希拉卻在此危急時刻心存雜念，想著達克·休奈達的裸體。陽子不希望路歇再變成達克·休奈達，並對路歇的身分本質感到懷疑。葛拉率領忍者部隊綁架陽子，達克·休奈達趁著路歇睡著時占據其身體並試圖干預葛拉，但葛拉依然帶走陽子。希拉以處女之吻喚醒達克·休奈達，然而達克·休奈達卻無意幫忙，希拉甩了他一巴掌。                                                                                              |               | |          |                    |            |               |
| 4 | 入侵 （）     | 渡邊浩二、前原薫、吉岡勝、内野明雄、大野勉、川岸隆太                                                                                         | 倉田英之 | 尾崎隆晴           | 白石達也   | 2022年6月30日 |
| 達克·休奈達、希拉公主率領她的士兵們執行救援任務，途中達克·休奈達嫌希拉扯後腿，她便身穿輕薄衣物前行。葛拉在拷問陽子時透露達克·休奈達已經四百歲，有過三百名以上的女性，並嘲笑陽子一點也不特別，又放出史萊姆吃掉她的衣服。在士兵們分散守衛的注意時，達克·休奈達扛著希拉前進，希拉碰到一把被詛咒的劍，害達克·休奈達被帶毒的劍刃砍傷，希拉用口吸出毒液後，劍變成火炎魔神依夫利特並攻擊他們。                                                                                     |               | |          |                    |            |               |
| 5 | 決戰 （）     | 緒方厚、和田賢人、鵜池一馬、北村淳一 | 倉田英之 | 北村淳一           | 北村淳一   | 2022年6月30日 |
| 葛拉本來以為達克·休奈達不能傷到依夫利特分毫，但達克·休奈達吸收了依夫利特的火焰，反而將它擊敗，而他也收下這把劍。達克·休奈達殺入葛拉所在的大殿，與他激烈交鋒，兩人互斷對方一臂，但葛拉激怒了達克·休奈達，讓他爆發出新的力量擊敗葛拉，同時也救了其他人，因此和葛拉化敵為友。 |               | |          |                    |            |               |
| 6 | 命運 （）     | WONWOO ANIMATION (Park mi hyun、Kim dae jung、Son kil young)                                                                                 | 黒田洋介 | 清水聰             | 加藤大志   | 2022年6月30日 |
| 察覺葛拉背叛後，卡爾斯派安雪絲·奈伊誅殺達克·休奈達。達克·休奈達和葛拉的寵物飛龍拉茲踏上旅程，他透過幻術與奈伊接觸，使奈伊回想起達克·休奈達撫養自己並將自己視為戀人的過去，氣得她鬥志高昂。奈伊派手下鬼道三人眾之一的辛恩·哈利施美人計引誘達克·休奈達，但達克·休奈達輕易擊敗哈利的咒符蜘蛛，並反過來擄獲哈利的芳心。之後，鬼道三人眾的凱·哈恩奉命殺死達克·休奈達。 |               | |          |                    |            |               |
| 7 | 魔獸 （）     | 小澤円、鎌田均、後藤孝宏、鈴木奈都子 | 黒田洋介 | 頂真司             | 松川朋弘   | 2022年6月30日 |
| 達克·休奈達本以為哈恩是美少年，擊碎盔甲後才知她是女性，哈恩的古代語魔術讓達克·休奈達難以招架，但因為哈利倒戈，哈恩露出破綻並落敗。達克·休奈達認同她的強悍，也獲取她的尊重。因為過度使用魔力，達克·休奈達變回路歇。 |               | |          |                    |            |               |
| 8 | 真祖 （）     | 前原薫、志賀道憲、齊藤格、大野勉、冨澤和雄、鈴木彩子                                                                                         | 倉田英之 | 頂真司             | 南康宏     | 2022年6月30日 |
| 陽子率人尋找達克·休奈達，並與路歇會合。陽子的隨從暗示飛龍拉茲可能是希拉的兄長拉茲王子在15年前與達克·休奈達兩敗俱傷後轉世而成。鬼道三人眾的吸血鬼伯爵戴阿蒙四處派手下找處女，並趁達克·休奈達仍被封印在路歇體內時捉住他和陽子，還捉住哈利和哈恩。 |               | |          |                    |            |               |
| 9 | 青爪 （）     | 沼田廣、小川一郎、柳瀬譲二、山口光紀 | 倉田英之 | 芝久保             | 村山靖     | 2022年6月30日 |
| 高傲的戴阿蒙自認天下無敵，但達克·休奈達見到陽子受傷後，自力突破封印，並將戴阿蒙玩弄於股掌中，利用太陽光制伏戴阿蒙，並對戴阿蒙下青爪邪核咒，若它不服從自己就會變成蟾蜍。另一方面，見到友軍接連倒戈，亞比該對奈伊下青爪邪核咒，要她宣示忠誠。 |               | |          |                    |            |               |
| 10 | 雷神 （）     | 内野明雄、高橋敦子、吉岡勝、栗原基彦、小川一郎、山口光紀、柳瀬譲二                                                                           | 黒田洋介 | 芝久保             | 白石達也   | 2022年6月30日 |
| 亞比該表是解除詛咒的唯一方式是達克·休奈達的心臟。葛拉倒戈後為梅卡利塔那王國助陣，因此和奈伊在戰場上交鋒，雖然葛拉的劍術略勝一籌，但仍被奈伊用雷神劍擊倒。在奈伊準備下殺手時，達克·休奈達及時趕到。 |               | |          |                    |            |               |
| 11 | 預言 （）     | WONWOO ANIMATION (Son kil young、Park mi hyun、Kim dae jung、Ryu hyun jin)、池田志乃、片田敬信                                               | 黒田洋介 | 永吉隆志           | 真野玲     | 2022年6月30日 |
| 奈伊見到達克·休奈達身旁的陽子後，對達克·休奈達拈花惹草心生不悅，決定回去重振旗鼓。吉歐請示預言家，並在水晶球中看到達克·休奈達的心臟被挖出的景象，預言家推斷達克·休奈達之所以能自力解除封印，是因為他心中有愛。與此同時，希拉勸達克·休奈達不要應戰，陽子注意到希拉愛上了達克·休奈達。 |               | |          |                    |            |               |
| 12 | 死戰 （）     | 緒方厚、志賀道憲、池田志乃、鵜池一馬、和田賢人、後藤孝宏、阿部達也、鈴木彩子、片田敬信                                                       | 黒田洋介 | おざわかずひろ     | 川久保圭史 | 2022年6月30日 |
| 奈伊殺入梅卡利塔那王國，希拉和陽子都認為達克·休奈達在此戰中凶多吉少。達克·休奈達向陽子借了500元，之後便與奈伊開戰。奈伊封住達克·休奈達的魔法，但達克·休奈達尚有火炎劍可用。依夫利特在祝達克·休奈達得勝後，便與雷神劍同歸於盡。之後奈伊和達克·休奈達用相同的魔法對決，但達克·休奈達卻在最後一刻心軟敗陣。 |               | |          |                    |            |               |
| 13 | 動搖 （）     | 小澤円、鎌田均、後藤孝宏、鈴木奈都子 | 黒田洋介 | 尾崎隆晴           | 松川朋弘   | 2022年6月30日 |
| 達克·休奈達和奈伊相互廝殺，奈伊表示自己企圖建立沒有歧視的和平世界，並表示對自己而言，和達克·休奈達在一起的時光正是宛如樂園般的生活。當奈伊哭著吻向達克·休奈達時，青爪邪核咒侵蝕了奈伊，逼她對抗達克·休奈達。達克·休奈達和奈伊以最強的魔法攻擊對方，雖然達克·休奈達技高一籌，但他注意到奈伊受困於青爪邪核咒後，便立刻收手，並自己掏出心臟。 |               | |          |                    |            |               |
| 14 | 感動落淚 （） | 小川一郎、山口光紀、柳瀬譲二、亀山進矢 | 倉田英之 | 吉田泰三           | 南康宏     | 2022年9月15日 |
| 在達克·休奈達犧牲後，奈伊得以獲救並決定倒戈作為報答。四天王亞比該麾下的死靈法師多西讓不死生物林奇率領軍團進攻，葛拉和奈伊都難以對付林奇。破壞神安斯拉薩克斯的三個封印已經被四天王解開，在安斯拉薩克斯逐漸甦醒的同時，太平間內達克·休奈達的心臟也不斷再生。梅卡利塔那國王透露，最後的封印就在希拉身上。在陽子不斷掌摑後，達克·休奈達終於清醒，並且變得比原先更強。 |               | |          |                    |            |               |
| 15 | 凱旋 （）     | WONWOO ANIMATION (Park mi hyun、Kim dae jung、Son kil young、Ryu hyun jin)冨沢和雄、鈴木彩子、片田敬信、石田啓一、中井恵巳、梅田香、大河内忍 | 倉田英之 | 清水聡             | 村山靖     | 2022年9月15日 |
| 達克·休奈達解救陷入危機的葛拉和奈伊，凱旋歸來後，達克·休奈達將借來的500元還給陽子。拉歐表示林奇強悍的原因在於它身穿三魔道器之一的魔甲，而惡魔流星鎚是與它齊名的武器，多西派巨人手下持惡魔流星鎚進攻。達克·休奈達以為自己一擊結果了巨人，但巨人迅速再生並產生變異。 |               | |          |                    |            |               |
| 16 | 禁咒 （）     | 冨沢和雄、前原薫、渡辺浩二、志賀道憲、大野勉                                                                                                 | 黒田洋介 | 坂本一也           | 真野玲     | 2022年9月15日 |
| 巨人的再生能力源自移植而來的破壞神的細胞組織，但達克·休奈達激烈猛攻下，該組織和巨人身體發生排斥，最後達克·休奈達施展上古禁咒將巨人擊斃。亞比該派出新的不死生物巫妖埃迪攻向王國，只要和和它對上眼，生命能量就會被吸乾。 |               | |          |                    |            |               |
| 17 | 戒指 （）     | 前原薫、緒方厚、鵜池一馬、大河内忍、和田賢人、箕輪豊                                                                                         | 黒田洋介 | 頂真司             | 山本辰     | 2022年9月15日 |
| 達克·休奈達放出火牆阻擋不死軍團進攻，在巫妖突破火牆後，牠施展黑洞吸入周遭的一切。埃迪持有的撒旦戒指大幅強化了牠的咒語，達克·休奈達難以招架，最終被吸入黑洞之中，奈伊為了拯救他，也一同被吸入其中。另一方面，陽子察覺到魔力異常流動，便前往地下室查看惡魔流星鎚的狀況，並在該處遇見亞比該。 |               | |          |                    |            |               |
| 18 | 劍之秘密 （） | 冨沢和雄、前原薫、吉岡勝、小川一郎、山口光紀、小林ゆかり                                                                                     | 倉田英之 | 頂真司             | 川久保圭史 | 2022年9月15日 |
| 葛拉試圖對抗埃迪，但他傷不到跨越兩個次元的埃迪，只能賭命發揮妖刀村雨的能力，埃迪被砍成重傷，但他利用撒旦戒指迅速恢復。在埃迪以為自己穩操勝券時，達克·休奈達帶著奈伊、依夫利特、雷獸歸來，瞬間殺死埃迪。但是奈伊仍對埃迪口中比破壞神更強的力量感到擔憂。 |               | |          |                    |            |               |
| 19 | 雷帝 （）     | WONWOO ANIMATION (Park mi hyun、Kim dae jung、Son kil young)                                                                                 | 倉田英之 | 頂真司             | 茉田哲明   | 2022年9月15日 |
| 撒旦戒指回到亞比該身邊，奈伊踏入地下室對亞比該脅之以威，雙方施法交鋒，而亞比該並未輕易被擊敗，並聲稱奈伊背叛了破壞神。奈伊指出破壞神實際上是惡魔，只會摧毀世界。另一方面，在達克·休奈達的要求下，希拉同意說出最後封印的秘密。 |               | |          |                    |            |               |
| 20 | 暴虐 （）     | 後藤孝宏、鎌田均、小澤円、鈴木奈都子 | 倉田英之 | 頂真司             | 村山靖     | 2022年9月15日 |
| 希拉坦承最後封印位於自己體內。取得三魔道器的亞比該與之結合，成為合體魔道王奧米加亞比該一世，不僅堅硬無比、吸收能量、反彈魔法還具有多種攻擊手段，奈伊難以招架，但達克·休奈達操控魔像，重創了亞比該，救下淪為人質的奈伊。 |               | |          |                    |            |               |
| 21 | 激戰 （）     | 冨沢和雄、前原薫、大野勉、亀山進矢、阿部弘樹                                                                                                 | 倉田英之 | 久保雄介           | 真野玲     | 2022年9月15日 |
| 達克·休奈達把亞比該玩弄於股掌間，並施展禁咒吞噬亞比該。在達克·休奈達認為自己拿下勝利時，破壞神開始移動，讓希拉痛苦不堪，亞比該也衝破結界，切斷達克·休奈達一腿一臂，最終將他擊倒在地。亞比該開始侵入城堡，希拉哭著請求達克·休奈達保護世界，此舉讓達克·休奈達再度站起，施展最強咒語「七鍵守護神」攻擊亞比該。 |               | |          |                    |            |               |
| 22 | 終章 （）     | 渡辺浩二、志賀道憲、緒方厚、鵜池一馬、大河内忍、和田賢人                                                                                     | 黒田洋介 | 金井次朗           | 室谷靖     | 2022年9月15日 |
| 亞比該和達克·休奈達不相上下，儘管奈伊也從旁施展七鍵守護神，也無法勝過亞比該。亞比該聲稱自己已經成為破壞神安斯拉薩克斯一部分。陽子對倒下的達克·休奈達大聲呼喊，激勵他再度站起，施法瞄準亞比該的弱點，搏命將其擊敗。在半身受損的達克·休奈達以為自己獲勝時，亞比該從廢墟中起身並挾持陽子。 |               | |          |                    |            |               |
| 23 | 覆沒 （）     | 前原薫、吉岡勝、渡辺浩二、小川一郎、山口光紀                                                                                                 | 黒田洋介 | 頂真司             | 曽根利幸   | 2022年9月15日 |
| 見到達克·休奈達因為人質而難以下手，亞比該聲稱他已經因為愛而淪為弱者。雖然哈利和哈恩及時趕來幫忙，但亞比該召喚大批骷髏戰士發動攻擊，達克·休奈達的心跳在激戰中停止了。達克·休奈達在心中與路歇對話，之後便再度站起，挺身對抗亞比該。 |               | |          |                    |            |               |
| 24 | 結束 （）     | 大野勉、後藤孝宏、鎌田均、小澤円、鈴木奈都子、亀山進矢、箕輪豊、小野田貴之、渡邊和夫                                                         | 黒田洋介 | 尾崎隆晴           | 有冨興二   | 2022年9月15日 |
| 亞比該推斷，達克·休奈達得以再生，是受益於破壞神復活時的共鳴。達克·休奈達不打算聽他囉嗦，接連施展強力咒語，但仍不能將他擊斃。陽子看準機會，打算和他同歸於盡。其後亞比該身亡，同時摧毀梅卡利塔那的王城，而陽子抱著重傷的路歇向隱蔽村莊的武士求助。 |               | |          |                    |            |               |
| 25 | 反叛 （）     | 待公佈 | 黒田洋介 | 待公佈             | 待公佈     | 2023年7月31日 |
| 26 | 命運 （）     | 待公佈 | 黒田洋介 | 待公佈             | 待公佈     | 2023年7月31日 |
| 27 | 青嵐 （）     | 待公佈 | 黒田洋介 | 待公佈             | 待公佈     | 2023年7月31日 |
| 28 | 黎明 （）     | 待公佈 | 黒田洋介 | 待公佈             | 待公佈     | 2023年7月31日 |
| 29 | 冰雪 （）     | 小澤円、大河内忍、高橋敦子、吉田伊久雄、UEC、YS.Kwon、SK.Lim                                                                                 | 黒田洋介 | 室谷靖             | 茉田哲明   | 2023年7月31日 |
| 30 | 出航 （）     | 鎌田均、志賀道憲、大河内忍、柳瀬譲二、阿部弘樹、吉岡勝                                                                                       | 黒田洋介 | 白石達也           | 白石達也   | 2023年7月31日 |
| 31 | 轉移 （）     | 亀山進矢、鎌田均、後藤孝宏、山口光紀、吉岡勝、冨沢和雄、森悦史                                                                               | 黒田洋介 | 頂真司             | 本間みなみ | 2023年7月31日 |
| 32 | 魔境 （）     | 前原薫、後藤孝宏、冨沢和雄、渡辺浩二、鈴木奈都子、吉岡勝、箕輪豊、大河内忍、片田敬信、小川ユメキ、柑原豆真、北原広大                         | 黒田洋介 | 奥村よしあき       | 本間みなみ | 2023年7月31日 |
| 33 | 傳說 （）     | 平村直紀、志賀道憲、鎌田均、柑原豆真 | 黒田洋介 | 清水聡             | 川久保圭史 | 2023年7月31日 |
| 34 | 遠雷 （）     | 緒方厚、山口光希、阿部弘樹、鵜池一馬、森悦史、大河内忍、志賀道憲、後藤孝宏                                                                   | 黒田洋介 | 尾崎隆晴、永居慎平 | 大久保朋   | 2023年7月31日 |
| 35 | 聖戰Ⅰ （）    | 渡辺浩二、和田賢人、鈴木奈都子、mika、前原薫、江藤大気、三橋桜子、中熊太一、浅尾宏成、小澤円、森田実                                         | 黒田洋介 | 青柳隆平           | 曽根利幸   | 2023年7月31日 |
| 36 | 聖戰Ⅱ （）    | 橋本敬史、黒鳥剣、柑原豆真 | 黒田洋介 | 橋本敬史           | 橋本敬史   | 2023年7月31日 |
| 37 | 聖戰Ⅲ （）    | 前原薫、江藤大気、阿部弘樹、渡辺浩二、鈴木奈都子、中熊太一、和田賢人、なまためやすひろ、宮田奈保美、内野明雄、村松尚雄、後藤孝宏             | 黒田洋介 | 尾崎隆晴、永居慎平 | 鳥羽聡     | 2023年7月31日 |
| 38 | 聖戰Ⅳ （）    | 緒方厚、山口光紀、mika、志賀道憲、鎌田均、三橋桜子、鵜池一馬、吉岡勝、後藤孝宏、冨沢和雄、橋本淳稔、小川一郎                                 | 黒田洋介 | 尾崎隆晴、永居慎平 | 有冨興二   | 2023年7月31日 |
| 39 | 集結 （）     | 箕輪豊、前原薫、鈴木奈都子、志賀道憲、緒方厚、山口光紀、亀山進矢、森悦史、阿部弘樹、冨沢和雄                                                 | 黒田洋介 | 尾崎隆晴           | 川久保圭史 | 2023年7月31日 |

### CD
- 外伝 四天王邂逅篇 巻之一
- 外伝 四天王邂逅篇 巻之二
- 外伝 巻之三 魔導王封印篇
- ワンダフリャ・メガデス

### 電子遊戲
- BASTARD!! -暗黒の破壊神-（SFC用對戰型動作遊戲，Cobra Team1994年1月28日發售）
- BASTARD!! -虚ろなる神々の器-（PS用角色扮演遊戲，Seta（日语：セタ (企業)）1996年12月26日發售）
- BASTARD!! -ONLINE-（TECMO開發，2009年中止開發。）

## 侵權事件
漫畫當初在《週刊少年Jump》連載時，漫畫中有一隻加上手腳的巨大眼球怪「ビホルダー」；可是此名稱早已被D&D遊戲的日本代理商所使用，因此引發侵權爭議。
之後由此漫畫的責任編輯『鈴木さん』以土下座向該遊戲的代理商道歉。
之後在此漫畫的單行本與其衍生作品裡，此眼球怪正式更名為「鈴木土下座ェ門」，作為永久紀念。

## 外部連結
- 萩原一至官方網站（页面存档备份，存于）
- Bastard (Basutaado!! Ankoku no Hakaishin - K. Akiyama, K. Hagiwara, 1992) (italian)
- 網飛動畫版『BASTARD!! －暗黑破壞神－』官方網站 （页面存档备份，存于）